# 上海一九四九
《上海一九四九》，香港亞洲電視製作的劇集，全劇共30集，由鄧浩光、翁虹、葉玉卿及陳錦鴻主演，監製馬偉豪。

## 劇情簡介
一九四九年的上海正是多事之秋，靳康年(鄧浩光飾)與董敏( 翁虹飾)邂逅而墜入愛河，但幾經波折才再度重逢，誓言決不分離。可惜康不久被對他有心病的靳子軒(陳錦鴻 飾)迫害，被屈入獄。當康獲釋時，康、敏仿似隔世重逢。一次難得機會，敏可到美國深造音樂，康為了不想拖累敏，囑敏先往美國等之，而自己卻赴外地從軍。不久敏獲悉事實，便回國找康，惜不果。數年後，康突然出現，並被捲入文化大革命浪潮中，遂掀起一場激烈的恩怨情仇。

## 演員表
- 鄧浩光 飾 靳康年
- 翁　虹 飾 董敏
- 陳錦鴻 飾 靳子軒
- 楊　群
- 葉玉卿
- 高　雄
- 劉千愉
- 威　利
- 葉　霖
- 吳曼麗
- 林祖輝
- 李美美
- 王清河
- 容　兒
- 侯振宇
- 湯國明
- 鄧德光
- 李陽春
- 曾翊晉
- 曾贊安
- 莫家堯